# Ed Oxenbould
Ed Oxenbould (Melbourne, 1 de junho de 2001) é um ator australiano. Ele é mais conhecido por seus papéis em Alexander and the Terrible, Horrible, No Good, Very Bad Day, A Visita, Better Watch Out e Wildlife.

## Família e educação
Oxenbould nasceu na Austrália, filho dos atores Di Adams e Jamie Oxenbould. Ele é sobrinho do comediante/ator Ben Oxenbould.

## Carreira
Ele estrelou o curta-metragem australiano de 2012 Julian, dirigido por Matthew Moore, no qual ele interpretou o papel principal (Julian Assange, de 9 anos). Ele foi indicado para o Prêmio AACTA de Melhor Jovem Ator. Ele atualmente está estrelando no programa de televisão australiano Puberty Blues como David Vickers, um menino de 10 anos de idade.
Oxenbould co-estrelou como Dylan no filme 2014 Paper Planes junto com Sam Worthington, que estreou no Festival Internacional de Cinema de Toronto. Em 24 de junho de 2013, Oxenbould foi adicionado ao elenco do filme da Disney, Alexander e o terrível, horrível, não é bom, dia muito ruim, em que ele interpretou o papel de Alexander, juntamente com Steve Carell, Jennifer Garner, Kerris Dorsey e Dylan Minnette. Miguel Arteta dirigiu o filme de comédia, que foi lançado em 10 de outubro de 2014.
Em setembro de 2016, Oxenbould foi adicionado ao elenco do filme independente Wildlife.

## Filmografia

### Cinema
| Ano  | Título                                                      | Papel            | Notas        |
| ---- | ----------------------------------------------------------- | ---------------- | ------------ |
| 2012 | Julian                                                      | Julian Assange   |              |
| 2012 | All God's Creatures                                         | Charlie          |              |
| 2013 | The Amber Amulet                                            | Liam MacKenzie   |              |
| 2014 | Alexander and the Terrible, Horrible, No Good, Very Bad Day | Alexander Cooper |              |
| 2015 | Paper Planes                                                | Dylan Webber     |              |
| 2015 | The Visit                                                   | Tyler            |              |
| 2016 | Better Watch Out                                            | Garrett          |              |
| 2017 | The Butterfly Tree                                          | Fin              |              |
| 2018 | Wildlife                                                    | Joe Brinson      |              |
| 2018 | Being Gavin                                                 | Josh             |              |
| 2020 | Combat Wombat                                               | Sweetie          | Voz          |
| 2021 | The Exchange                                                | Tim              | [ 11 ]       |
| 2022 | Before Dawn                                                 | Don              | Pós-produção |

### Televisão
| Ano     | Título             | Papel         | Notas                            |
| ------- | ------------------ | ------------- | -------------------------------- |
| 2011    | Underbelly: Razor  | Fred Twiss    | Episódio: "Jerusalem Revisited"  |
| 2012    | Tricky Business    | Max Nugent    | Episódio: "Skyrockets in Flight" |
| 2012–14 | Puberty Blues      | David Vickers | Elenco recorrente                |
| 2014    | Soul Mates         | Russell Crowe | 2 episódios                      |
| 2015    | Australian Story   | Himself       | Episódio: "The Meaning of Life"  |
| 2015    | Comedy Bang! Bang! | Grandson      | 1 episódio                       |